# Salix fangiana
Salix fangiana är en videväxtart som beskrevs av N. Chao och Z. Y. Wang. Salix fangiana ingår i släktet viden, och familjen videväxter. Inga underarter finns listade i Catalogue of Life.